# مقاطعة براتو

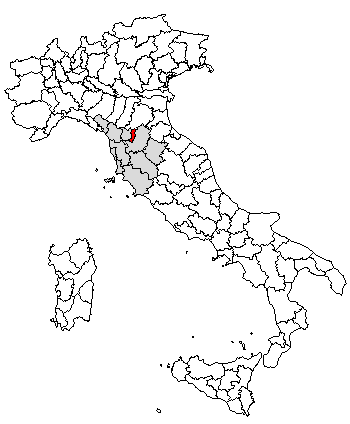
موقع مقاطعة براتو

مقاطعة براتو (بالإيطالية: Provincia di Prato)‏، مقاطعة بالجزء الشمالي من وسط إيطاليا في شمال إقليم توسكانا، عدد سكانها 238.826 نسمة، ومساحتها 365 كيلومتر مربع وبها 7 بلديات، عاصمتها مدينة براتو. يحدها من الشمال إقليم إميليا رومانيا (مقاطعة بولونيا)، ومن الشرق والجنوب مقاطعة فلورنسا، ومن الغرب مقاطعة بستويا.
أنشئت المقاطعة باقتطاع جزء من مقاطعة فلورنسا في عام 1992، وهي إحدى أصغر المقاطعات مساحة وأقلها من ناحية عدد البلديات ولا يأتي قبلها في ذلك إلا مقاطعة ترييستي.
أهم المدن بعد براتو مدينة مونتيمورلو ذات الثمانية عشر ساكن.
و مقاطعة براتو صاحبة أعلى دخل للفرد في توسكانا. وهي أيضا المقاطعة الإيطالية الأعلى بنسبة المقيمين الأجانب من سكانها والتي تبلغ 12،6 ٪.